# Mègaron

Plànol esquemàtic del complex d'un mègaron. 1: Vestíbul, 2: Sala principal, 3: Columnes del pòrtic i de la sala principal

El mègaron (grec antic: μέγαρον, pl. μέγαρα, mot probable origen semític) és el gran saló que es trobava en els palaus de la civilització micènica, a Grècia i Anatòlia. Solia estar a un costat del pati central i davant de l'altar. Constava de tres parts: el pòrtic (ἡ αἴϑουσα, τὸ πρόπυλον) obert amb dues columnes in antis, el vestíbul (ὁ πρόδομος), també anomenat pronaos (ὁ πρόναος) i la sala principal (τὸ μέγαρον), també anomenada cel·la o naos (ὁ ναός).

## Utilització
Aquesta edificació és l'ancestre del temple grec i al llarg de la seva història va ser utilitzat per a diversos fins. El mègaron principal estava compost d'un únic local generalment de dimensions rellevants, en el qual els sobirans rebien els hostes, portaven a terme els banquets rituals, escoltaven en privat les presentacions d'aedes (cantors èpics) i rapsodes i realitzaven consells de guerra.
Després de la invasió dòrica (també coneguda com a retorn dels heraclides) el mègaron va ser utilitzat per a donar culte als déus i probablement com a dipòsit d'exvots. La sala que abans albergava el rei i els seus hostes va passar a ser l'estatge dels déus representats allà mitjançant escultures o imatges.

## Mègaronin antis
Amb el temps, el mègaron va patir grans transformacions fins a esdevenir els grans temples grecs. Una forma comuna en el desenvolupament arquitectònic d'aquesta estructura va ser el mègaron in antis, anomenat així perquè les dues columnes del pòrtic quedaven emmarcades per les parets laterals anomenades antas.

## Estil i materials
Les primeres edificacions van ser construïdes a base de maons, grans bigues de fusta i teules de terracota per al sostre. Eren molt acolorides i el seu estil arquitectònic s'ha anomenat "ordre minoic". Al centre del naos es trobava una llar o foguera, envoltada per quatre columnes (col·locades en els vèrtexs del quadre ideal on estaria inscrit el foc) a les quals eventualment es penjaven les armes i fins i tot els instruments musicals dels aedes. Aquestes quatre columnes coronaven el sostre amb una lluerna que permetia l'entrada de llum a la sala i la sortida dels fums de la foguera.

## Mègaron en l'Odissead'Homer
En l'Odissea es fa referència a l'"ombrívol mègaron" del palau d'Odisseu Leatrida. És en aquest lloc on es reuneixen els pretendents de Penèlope i on arriba Odisseu fent-se passar per un foraster davant de tots, per consumar la venjança. Aquest lloc, sens dubte, formava una part molt important de la vida al palau. Homer esmenta també el mègaron del palau de la fetillera Circe, i el del palau de l'"heroi Alcínous". Nausica, dirigint-se a Odisseu, descriu el mègaron d'aquest últim:
| «                  | I un cop que t'acullin la casa i el pati, creua ràpidament el mègaron per arribar fins a la meva mare, ella està asseguda a la llar a la llum del foc, filant flocs purpuris... recolzada a la columna. I les seus esclaves s'asseuen al seu darrera. Allà també hi ha el tron del meu pare recolzat contra la columna, en el qual s'asseu a beure vi com un déu immortal. | » |
| — Odissea, Cant VI | |   |

## Jaciments arqueològics
A més de les referències en l'Odissea, hi ha jaciments arqueològics en què s'han descobert restes d'edificacions que corresponen al mègaron minoic i micènic.
- Mègaron del rei i de la reina al palau de Cnossos: arran de terra, dos pilars marquen una sala il·luminada per forats on s'han trobat vestigis d'un tron sobre un baldaquí col·locat sobre quatre columnes, que se suposa que era la sala d'audiències. Una porta al sud de la sala porta a un corredor que arribava al mègaron de la reina, on es troben els frescos més coneguts, dels dofins, que avui dia són reproduccions, al mur nord, i a l'altre costat hi ha el fresc de la dansaire.
- Mègaron de Sesklo: es creu que és la primera estructura de mègaron, tot i que el jaciment arqueològic està actualment en revisió. Aquesta edificació és, segons l'arqueòleg E. Stamelou, l'estructura més impressionant del Neolític en tota Tessàlia.
- Mègaron absidal de Micenes.
- Mègaron de Micenes: situat a l'acròpolis, s'hi accedia per un pati. Hom pensa que tenia una teulada plana a l'estil de l'arquitectura minoica (alguns l'havien reconstruït amb una teulada a dues aigües). Té dues columnes «in antis» que suporten un pòrtic, seguida d'una avantcambra i una cambra amb quatre columnes al voltant d'una estructura circular central.
- Mègaron de Tirint: un altre mègaron famós és a la gran sala de recepcions del rei al palau de Tirint; al saló principal hi havia un tron adossat a la paret dreta i l'espai central estava vorejat per quatre columnes de fusta d'estil minoic que donaven suport al sostre. Data dels anys entre 1400 i 1200 aC.
- Mègaron de Pilos (Messènia): també amb llar central.
- Mègaron d'Atenes: situat aproximadament on es troba l'actual Erectèon.

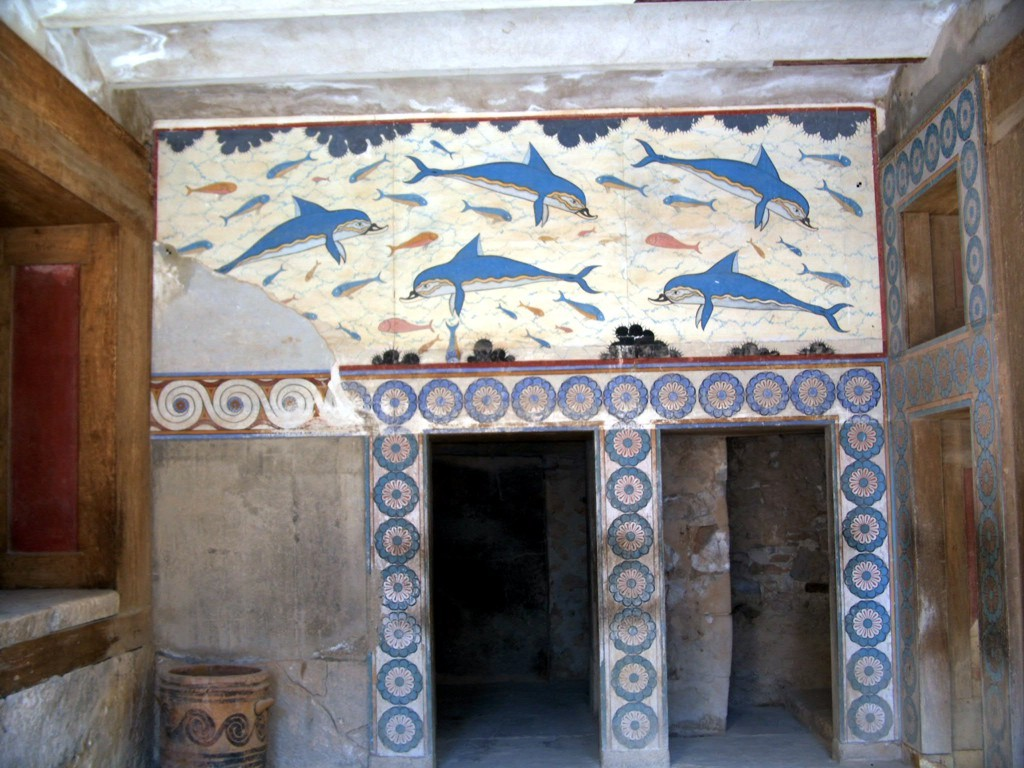
Mègaron de la reina a Cnossos
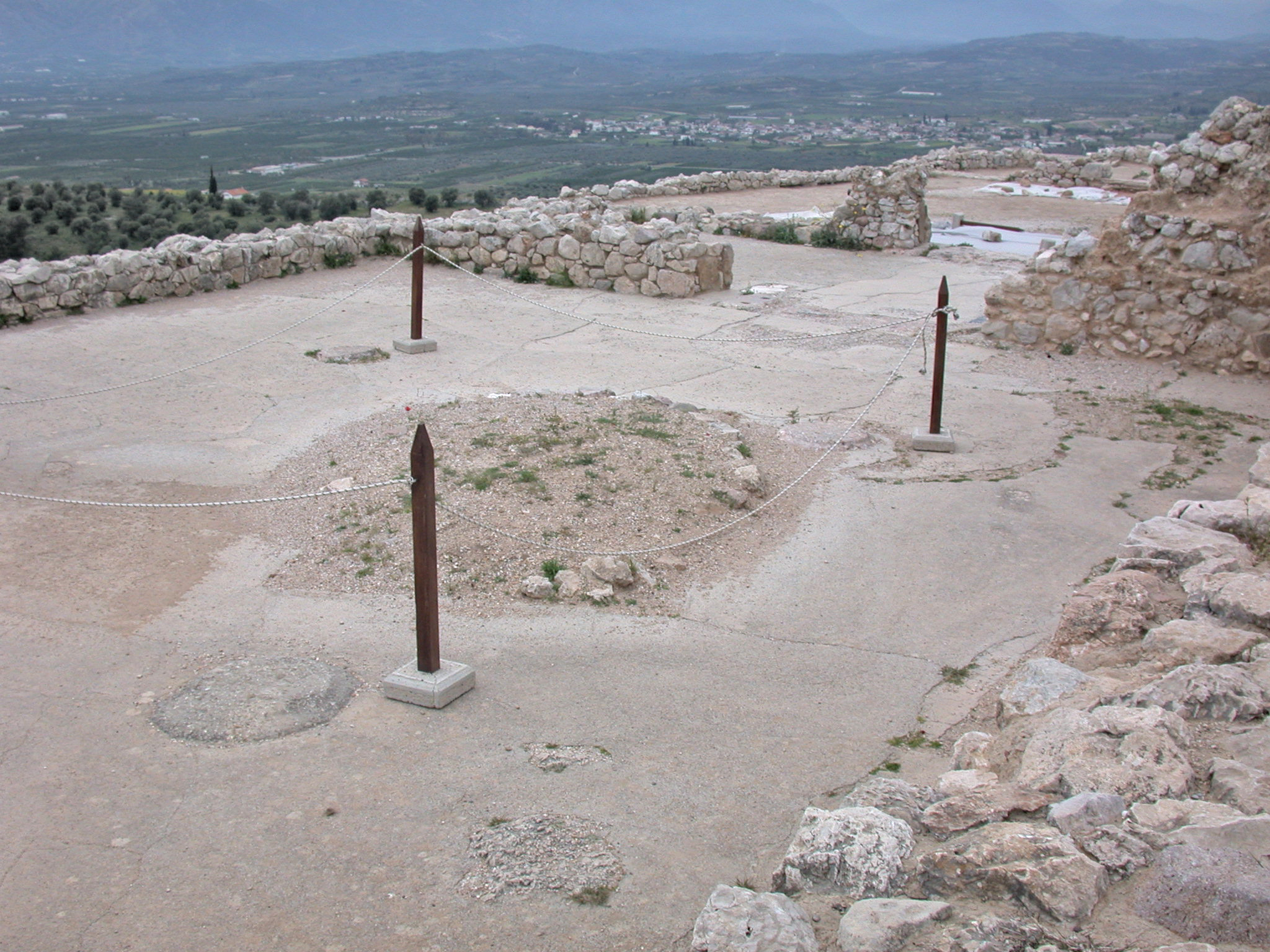
El mègaron del complex de Micenes, vist des de l'entrada (l'estructura circular del centre és visible al fons); s'hi observa l'avantsala i el porxo